# FortressCraft
FortressCraft è un videogioco pubblicato l'8 aprile del 2011 per Xbox 360.
Questo gioco utilizza gli avatars di Xbox Live associati alle proprie gamertag. Il primo capitolo aveva l'unico obiettivo di creare il proprio mondo da solo oppure con gli amici di Xbox Live.

## Modalità di gioco
Iniziando una nuova partita, i giocatori vengono spawnati in un mondo generato casualmente, da quel punto dovranno cercare di esplorare più blocchi possibili.
Attualmente il totale dei blocchi che possono essere generati sono 61 che possono essere usati per creare a oro volta altri oggetti. (L'esempio contrario è che il blocco "trampolino" che è un blocco unico cioè che non ne può generare di nuovi.
Nella ultim versione ci sono 4 modalità di gioco differenti:
- Freezetag - Una modalità in cui i giocatori si devono sparare a vicenda per vincere.
- Spleef - Tutti i giocatori partono in un'arena e devono sparare ai blocchi sotto ai nemici in modo da farli cadere e quindi perdere.
- Hunt - Un player e' l' "hunter" e deve trovare ed uccidere gli altri players, l'ultimo a rimanere vivo ha vinto.
- FPS - Questa modalità fu aggiunta dalla versione 1.1 del gioco in cui dei mobs vengono generati automaticamente nella mappa ed i giocatori devono ucciderli tutti.

## Accoglienza
FortessCraft già al suo primo giorno aveva raggiunto la cifra di 40.000 downloads e comprato 35.000 volte. Nell'agosto del 2011 diventò il gioco indie multiplayer più famoso di Xbox Live. Nel maggio del 2012 annunciarono di aver venduto 800.000 copie.